# Ich armer Mensch, ich Sündenknecht
Ich armer Mensch, ich Sündenknecht (Moi, misérable humain, moi, serviteur du péché), (BWV 55), est une cantate religieuse de Johann Sebastian Bach composée à Leipzig en 1726.

## Histoire et livret

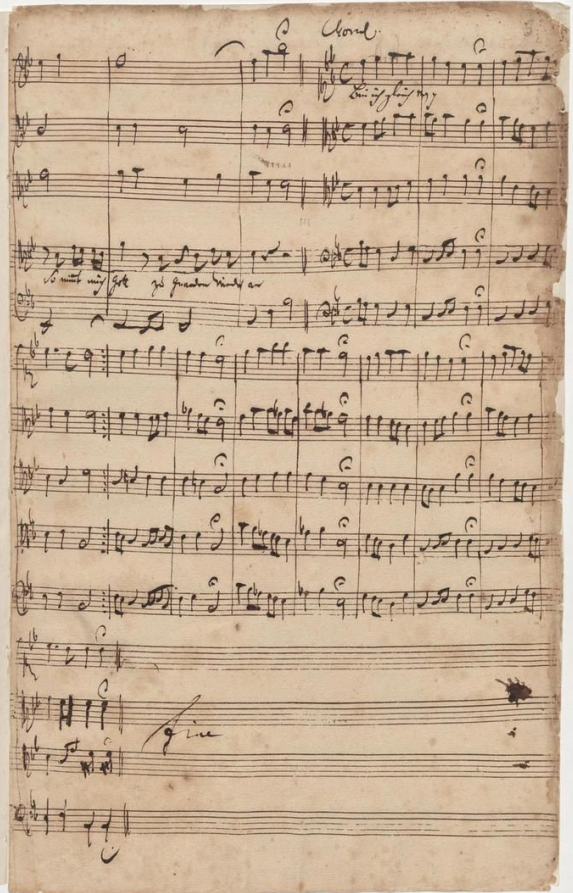
Dernière page du manuscrit de Ich armer Mensch, ich Sündenknecht (1726).

Bach écrivit cette cantate pour ténor solo à l'occasion du vingt-deuxième dimanche après la Trinité et la dirigea pour la première fois le 17 novembre 1726 durant sa quatrième année à Leipzig. Pour cette destination liturgique, deux autres cantates ont franchi le seuil de la postérité : les BWV 89 et 115. C'est la seule cantate existante de Bach pour ténor.
Les lectures prescrites pour ce dimanche étaient Phil. 1:3–11 et Mat. 18:23–35, le serviteur ingrat. L'auteur inconnu du texte de la cantate souligne l'opposition de l'Évangile entre la justice de Dieu et l'injustice des hommes dans les paroles de la première aria : « Er ist gerecht, ich ungerecht ». Dans les deux premiers mouvements, le chanteur considère sa condition de pécheur tandis que dans les deux mouvements suivants, commençant tous les deux par Erbarme dich, il implore le pardon de Dieu. Le choral final reprend la sixième strophe du Werde munter mein Gemüte de Johann Rist (1742). Bach utilisa la même strophe plus tard dans sa Passion selon saint Matthieu, toujours suivant Erbarme dich, l'aria de l'apôtre Pierre se repentant de sa trahison,[réf. incomplète].

## Structure et instrumentation
La cantate est écrite pour flûte traversière, hautbois d'amour, deux violons, alto et basse continue avec un ténor soliste et un chœur à quatre (seulement pour le choral final).
Il y a cinq mouvements :
1. aria : Ich armer Mensch, ich Sündenknecht[réf. incomplète]
2. récitatif : Ich habe wider Gott gehandelt
3. aria : Erbarme dich! Laß die Tränen dich erweichen
4. récitatif : Erbarme dich! Jedoch nun tröst ich mich
5. choral : Bin ich gleich von dir gewichen, stell ich mich doch wieder ein

## Musique
L'aria d'ouverture est accompagnée d'une riche instrumentation polyphonique pour flûte, hautbois d'amour et deux violons, sans alto. Les motifs semblent illustrer les pas incertains et le cœur désespéré de l'intendant convoqué devant son maître. La seconde aria, accompagnée d'une flûte virtuose, est aussi expressive. Le premier récitatif est secco tandis que le second est enrichi par les notes soutenues des cordes.
Le choral final a le même texte et la même mélodie que dans la Passion selon saint Matthieu, ici dans une simple disposition en quatre parties. Le texte n'apparaît dans l'œuvre de Bach que dans ces deux occasions alors que la mélodie fut souvent utilisée en d'autres contextes, par exemple dans Wohl mir, dass ich Jesum habe où elle clôt les deux parties de la cantate Herz und Mund und Tat und Leben, BWV 147.
John Eliot Gardiner a conclu du manuscrit autographe que les trois derniers mouvements faisaient à l'origine partie d'une composition antérieure écrite pour le temps de la Passion, peut-être la Passion disparue de Weimar (1717),.

## Source
- (en) Cet article est partiellement ou en totalité issu de l’article de Wikipédia en anglais intitulé « Ich armer Mensch, ich Sündenknecht, BWV 55 » (voir la liste des auteurs).